# Altviller
Altviller település Franciaországban, Moselle megyében. Lakosainak száma 531 fő (2022. január 1.). Altviller Folschviller, Lachambre, Vahl-Ebersing és Valmont községekkel határos.

## Népesség
A település népességének változása:
| Lakosok száma | 346  | 464  | 506  | 571  | 567  | 580  | 586  | 577  | 561  | 531  |
|               | 1968 | 1982 | 1990 | 2006 | 2013 | 2015 | 2017 | 2019 | 2020 | 2022 |